# Cremastobaeus flavipes
Cremastobaeus flavipes är en stekelart som först beskrevs av Alan Parkhurst Dodd 1913.  Cremastobaeus flavipes ingår i släktet Cremastobaeus och familjen Scelionidae. Inga underarter finns listade i Catalogue of Life.